# Robert Antoine Pinchon
Robert Antoine Pinchon (født 1. juli 1886 i Rouen; død 9. januar 1943 i Bois-Guillaume, departement Seine-Maritime i Normandie) var en fransk postimpressionistisk maler der blandt andet malede havne, broer og bølgende landskaber.
På skolen Lycée Pierre-Corneille i Rouen mødte han blandt andet Marcel Duchamp og Pierre Dumont.
1907 udstillede han på Salon d'Automne, og 1909 grundlagde han Société Normande de Peinture Moderne(en) med de franske kunstnere Pierre Dumont(sv), Pierre Hodé(fr) (1889-1942) og Eugène Tirvert(fr) (1881-1948).
| - Fotos af Robert-Antoine Pinchon - Pinchon som 10-årig i 1896 - Pinchon som 12-årig i 1898 malende Le chemin, vejen - Pinchon, ca. 1935 |

| - Broer - Triel sur Seine, le pont du chemin de fer, 1904 (Jernbanebroen ved Triel sur Seine) - La Seine à Rouen au crépuscule, 1905 (Seinen ved Rouen i skumringen) - Le Pont aux Anglais, Rouen, 1905 (Den engelske bro i Rouen) - Rouen, Le Pont aux Anglais |

| - Blomster og haver - Le jardin aux pavots, ca. 1906 (Valmuehaven) - Fleurs dans un vase, ca. 1912 (Blomster i vase) - Un après-midi à l'Ile aux Cerises, Rouen (En eftermiddag på Ile aux Cerises) - Le jardin aux iris, ca. 1920 (Irishaven) |

| - Havne og både - Le Pré-aux-Loups, soleil couchant, 1904 (Solnedgang ved Pré-aux-Loups) - Le port de Fécamp (Havnen i Fécamp) - Bateaux au port (Skibe i havn) - Vue du Tréport (Udsigt ved Tréport) |

| - Landskaber og marker - Hameau des environs de Rouen, ca. 1905 (Bygd nær Rouen) - Le Talus de chemin de fer, 1912 (Jernbanedæmningen) - Les chardons en bord de Seine (Chardons en fleurs) (Tidsler ved bredden af Seinen (tidsler i blomst) - Le Jardin maraicher, 1921 (Nyttehaven) |

| - Floder - Promenade sur le chemin de Halage Spadseretur på trækstien) - Les coteaux de Belbeuf (Barques), 1909-10 (Skråningerne ved Belbeuf (både) - Rouen, La Seine, Vue depuis le Hauteurs de Caudbec (Rouen, Seinen, udsigt fra højderne ved Caudbec) - Rouen, vue de la Seine (Rouen, udsigt til Seinen) |

| - Vinterscener - Paysage d'hiver (Le chemin, neige), 1905 (Vinterlandskab (stien, sne) - Environs de Rouen sous la neige [Omgivelserne ved Rouen under sneen) - La tonnelle sous la neige, 1916 (Lysthuset under sneen) - Village enneigé (Sneklædt landsby) |